# In a Relationship
 In a Relationship es una película estadounidense de drama romántico de 2018, escrita y dirigida por Sam Boyd en su debut como director. Es protagonizada por Emma Roberts, Michael Angarano, Dree Hemingway, Patrick Gibson, Jay Ellis y Melora Walters, y se centra en la relación de dos parejas durante un verano. 
Tuvo su estreno mundial en el Festival de Cine de Tribeca el 20 de abril de 2018. Fue estrenada el 9 de noviembre de 2018 por Vertical Entertainment. 

## Sinopsis
La historia se centra en dos parejas que atraviesan una situación distinta en sus relaciones sentimentales. Por un lado, Owen y Hallie, hasta el momento una pareja estable de larga duración, luchan por evitar que su relación se termine de romper por completo. Por el otro, Matt y Willa se embarcan en un romance muy distinto del que preveían en un principio. Adaptación de un cortometraje homónimo del propio director del año 2015. 

## Reparto
- Emma Roberts como Hallie.
- Michael Angarano como Owen.
- Dree Hemingway como Willa.
- Patrick Gibson como Matt.
- Jay Ellis como Dexter.
- Melora Walters como Mia Ziniti.
- Gayle Rankin como Rachel Flegelman.
- Greta Lee como Maggie.
- Janet Montgomery como Lindsay.
- Andre Hyland como Persky.
- Luka Jones como Ash.
- Sasha Spielberg.

## Producción
En marzo de 2017, se anunció que Emma Roberts, Michael Angarano, Dree Hemingway, Jay Ellis, Melora Walters, Gayle Rankin, Greta Lee, Janet Montgomery, Andre Hyland, Luka Jones y Sasha Spielberg se habían unido al elenco de la película con Sam Boyd dirigiendo y escribiendo desde un guion que escribió. Boyd también produciría la película, junto con Jorge García Castro, David Hunter y Ross Putman, Sergio Cortez Gómez, Andrés Icaza Ballesteros, Roberts, Kariah Press, que se desempeñarían como productores y productores ejecutivos respectivamente, a través de 2 Friends Media. La producción concluyó ese mes.

## Estreno
La película tuvo su estreno mundial en el Festival de Cine de Tribeca el 20 de abril de 2018. Poco después, Vertical Entertainment adquirió los derechos de distribución de la película. Fue estrenada el 9 de noviembre de 2018.
Personajes La Isla